# Comuna Timrå
Timrå (Timrå kommun) este o comună din comitatul Västernorrlands län, Suedia, cu o populație de 18.062 locuitori (2013).

## Geografie

### Zone urbane
Lista celor mai mari zone urbane din comună (anul 2015) conform Biroului Central de Statistică al Suediei:
| Nr | Zona urbană | Pop.   |
| -- | ----------- | ------ |
| 1  | Timrå       | 10.495 |
| 2  | Söråker     | 2.374  |
| 3  | Bergeforsen | 1.787  |
| 4  | Stavreviken | 222    |
| 5  | Laggarberg  | 209    |

## Demografie
| \| Evoluția demografică în comuna Timrå, 1970–2015 \| Evoluția demografică în comuna Timrå, 1970–2015 \| Evoluția demografică în comuna Timrå, 1970–2015 \| Evoluția demografică în comuna Timrå, 1970–2015 \| Evoluția demografică în comuna Timrå, 1970–2015 \| \| ----------------------------------------------------------------------------------------------------- \| ----------------------------------------------- \| ----------------------------------------------- \| ----------------------------------------------- \| ----------------------------------------------- \| \| An \| \| \| Locuitori \| \| \| 1970 \| 1970 \| \| 17797 \| 17797 \| \| 1975 \| 1975 \| \| 18603 \| 18603 \| \| 1980 \| 1980 \| \| 18872 \| 18872 \| \| 1985 \| 1985 \| \| 18279 \| 18279 \| \| 1990 \| 1990 \| \| 18540 \| 18540 \| \| 1995 \| 1995 \| \| 18764 \| 18764 \| \| 2000 \| 2000 \| \| 17988 \| 17988 \| \| 2005 \| 2005 \| \| 17747 \| 17747 \| \| 2010 \| 2010 \| \| 17990 \| 17990 \| \| 2015 \| 2015 \| \| 17987 \| 17987 \| \| Sursa: SCB - Statistika Centralbyrån, Folkmängd efter region, civilstånd, ålder och kön. År 1968–2016 \| \| \| \| \| |      |  |           |       |
| Evoluția demografică în comuna Timrå, 1970–2015 |      |  |           |       |
| An |      |  | Locuitori |       |
| 1970 | 1970 |  | 17797     | 17797 |
| 1975 | 1975 |  | 18603     | 18603 |
| 1980 | 1980 |  | 18872     | 18872 |
| 1985 | 1985 |  | 18279     | 18279 |
| 1990 | 1990 |  | 18540     | 18540 |
| 1995 | 1995 |  | 18764     | 18764 |
| 2000 | 2000 |  | 17988     | 17988 |
| 2005 | 2005 |  | 17747     | 17747 |
| 2010 | 2010 |  | 17990     | 17990 |
| 2015 | 2015 |  | 17987     | 17987 |
| Sursa: SCB - Statistika Centralbyrån, Folkmängd efter region, civilstånd, ålder och kön. År 1968–2016 |      |  |           |       |